# U-678
Unterseeboot 678 foi um submarino alemão do Tipo VIIC, pertencente a Kriegsmarine que atuou durante a Segunda Guerra Mundial.

## Comandantes
| Comandante            | Data                                       |
| --------------------- | ------------------------------------------ |
| Oblt. Guido Hyronimus | 25 de outubro de 1943 - 7 de julho de 1944 |

## Subordinação
Durante o seu tempo de serviço, esteve subordinado às seguintes flotilhas:
| Período                                    | Flotilha                                  |
| ------------------------------------------ | ----------------------------------------- |
| 25 de outubro de 1943 - 31 de maio de 1944 | 5. Unterseebootsflottille (treinamento)   |
| 1 de junho de 1944 - 7 de julho de 1944    | 7. Unterseebootsflottille (serviço ativo) |